# AD Ceuta FC
AD Ceuta CF is een voetbalclub uit de Spaanse exclave Ceuta in Afrika. De club werd opgericht in 1956. Thuiswedstrijden worden afgewerkt in het Estadio Alfonso Murube, dat 6.500 plaatsen heeft. In het seizoen 2022/23 bereikte AD Ceuta CF de kwartfinale van de Copa del Rey, daarin werd de club uitgeschakeld door FC Barcelona.

## Geschiedenis
De club werd opgericht in 1956, na een fusie tussen Sociedad Deportiva Ceuta en Atlético Tetuán (uit het vroegere Spaans Marokko), onder de naam Club Atlético de Ceuta. Het nam uiteindelijk de plaats in van Tetuán in de Segunda División en bleef daar zes jaar spelen.
Na een periode van een jaar in de Tercera División keerde Atlético Ceuta terug naar het tweede niveau en genoot nog eens van vijf seizoenen op het tweede niveau voordat de ploeg in 1968 degradeerde. De club schommelde vervolgens tussen het vierde en vijfde niveau gedurende de volgende  .
Na in 2012 gepromoveerd te zijn naar de Tercera Federación, probeerde Atlético Ceuta te fuseren met AD Ceuta, die in zware financiële problemen zat. Vanwege diens hoge schulden kwam het niet tot een officiële fusie, maar vond er wel een overdracht plaats van bestuur, technisch team en spelers van AD Ceuta naar Atlético Ceuta. AD Ceuta zelf werd opgedoekt.
In 2013 heette de club officieel Agrupación Deportiva Ceuta Fútbol Club, met de kleuren en het logo van AD Ceuta. Er werd ook gespeeld in het stadion van het vroegere AD Ceuta.
Tijdens het overgangsjaar 2020-2021 van de Segunda División B zou de ploeg een plaatsje kunnen afdwingen in de nieuw opgerichte Segunda División RFEF.  Tijdens het seizoen 2021-2022 werd de ploeg vierde en kon zich zo plaatsen voor de eindronde.  Eerst werd CDA Navalcarnero met 2-0 uitgeschakeld en in de finale werd met dezelfde cijfers gewonnen van Unión Adarve. Zo speelt de ploeg vanaf seizoen 2022-2023 op het derde niveau van het Spaans voetbal, de Primera Federación.

## Eindklasseringen
- 2014 4e
Tercera División
- 2015 5e
Tercera División
- 2016 6e
Tercera División
- 2017 9e
Tercera División
- 2018 2e
Tercera División
- 2019 2e
Tercera División
- 2020 5e
Tercera División
- 2021 6e
Tercera División
- 2022 4e
Segunda Federación
- 2023 12e
Primera Federación
- 2024 5e
Primera Federación
- 2025 1e
Primera Federación

- Primera Federación
- Segunda Federación
- Tercera Federación

## Bekende spelers
- Josep Gonzalvo "Gonzalvo II"

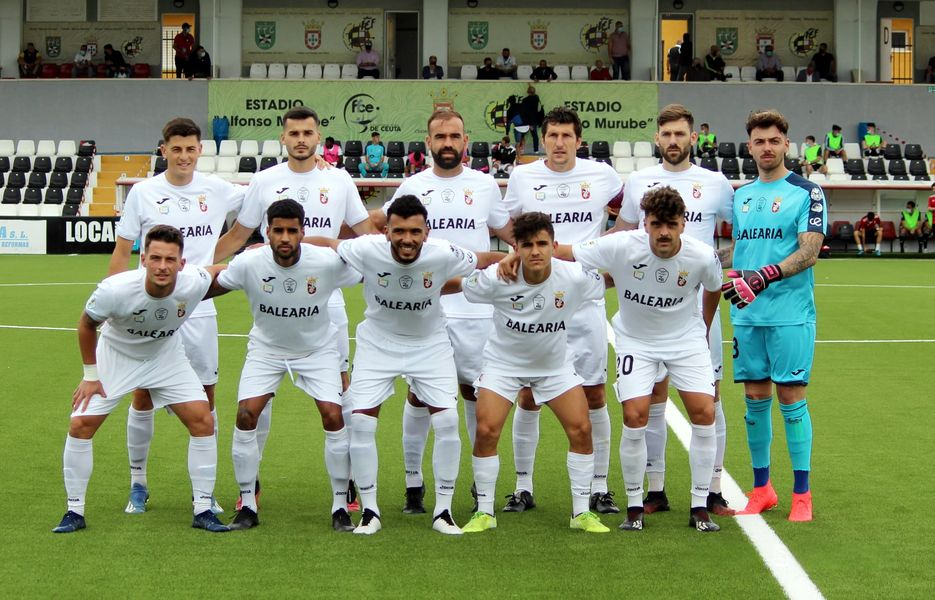
Team van 2020-2021

- Nayim

Albacete Balompié ·
UD Almería .
FC Andorra .
Burgos CF ·
Cádiz CF .
CD Castellón .
AD Ceuta FC .
Córdoba CF .
Deportivo La Coruña ·
SD Eibar · 
Sporting de Gijón ·
Granada CF .
SD Huesca ·
UD Las Palmas .
CD Leganés .
Cultural Leonesa .
Málaga CF .
CD Mirandés ·
Racing de Santander ·
Real Sociedad B .
Real Valladolid .
Real Zaragoza